# Roman Dobrzyński
Roman Dobrzyński (ur. 1 listopada 1937 w Warszawie) – polski dziennikarz, esperantysta, reporter telewizyjny, reżyser filmów dokumentalnych.

## Działalność esperancka
Honorowy członek Światowego Związku Esperantystów od 2005 roku. Jego książka Ulica Zamenhofa, będąca wywiadem z wnukiem twórcy esperanta, została przetłumaczona na 15 języków.
Absolwent Wydziału Prawa i Wydziału Dziennikarstwa Uniwersytetu Warszawskiego. W 1965 roku rozpoczął pracę dziennikarza. W 1973 roku zaczął pracować jako dziennikarz w Telewizji Polskiej. W 1987 roku otrzymał nagrodę Srebrny Globus za książkę Portugalia. Zrealizował około 200 filmów dokumentalnych i reportaży filmowych.
W 1987 roku organizował Światowy Kongres Esperanta w Warszawie, z okazji setnej rocznicy powstania tego języka. Był to wówczas największy kongres w historii ruchu esperanckiego, który zgromadził 6 tysięcy osób, reprezentujących 64 kraje. W 1989 roku został wiceprezesem Universala Esperanto-Asocio (Światowego Związku Esperantystów), a w 2005 roku honorowym członkiem tej organizacji.
W 2003 roku wydał na Litwie książkę La Zamenhof-strato (Ulica Zamenhofa). Książka jest zbiorem rozmów z wnukiem Ludwika Zamenhofa, Ludwikiem Krzysztofem Zamenhofem-Zalewskim. Rozmowa o życiu wnuka porusza na nowo refleksję nad historią i językiem esperanto, a także opowieść o życiu wnuka. Nieoczekiwanie esperantyści z różnych krajów zadeklarowali, że koniecznie pragną przetłumaczyć książkę i wydać w swoich krajach. Pojawiły się między innymi wydania: litewskie, węgierskie, czeskie, japońskie, portugalskie, chorwackie, słoweńskie, estońskie, francuskie, włoskie, słowackie, niemieckie, francuskie. Wydanie japońskie odbyło się poprzez eksperyment lingwistyczny - ogółem 67 esperantystów tłumaczyło kolejne strony z esperanto na japoński, uzgadniając ostatecznie kontekst.
W 2022 został odznaczony medalem „Zasłużony Kulturze Gloria Artis”

## Wybrane publikacje
(na podstawie materiałów źródłowych)
- Hiszpania z Elementarza
- Portugalia
- La Zamenhof-strato (Ulica Zamenhofa; 2003)
- Rakontoj el Oomoto (Opowieści z Oomoto; 2013)

## Wybrana filmografia
(na podstawie materiałów źródłowych)
- Spotkanie na Batorym (scenariusz, reżyseria; 1969)
- Byłem w Anya-Nya (scenariusz, reżyseria; 1969)
- Morska dynastia (realizacja; 1969)
- Spotkanie na antypodach (zdjęcia; 1973)
- Kreta (zdjęcia; 1973)
- Zapraszam do Nałęczowa (scenariusz, reżyseria; 1984)
- Wielki początek (scenariusz, reżyseria; 1987)
- Esperanto (scenariusz, reżyseria; 1987)
- Szkoły zamiast armat (zdjęcia, scenariusz, reżyseria; 1999)
- Polonusi na świeczniku (scenariusz, reżyseria; 1999)
- Kanał Panamski (scenariusz, reżyseria (w napisach określenie funkcji: realizacja), zdjęcia; 2000)
- Weekend w Adampolu (zdjęcia, scenariusz, realizacja, komentarz; 2003)
- Warszawa bis (zdjęcia, scenariusz, realizacja; 2003)
- Po szczęście do Las Vegas (zdjęcia, scenariusz, realizacja; 2003)
- Walencja w ogniu (zdjęcia, scenariusz, realizacja; 2004)
- Czas Szanghaju (zdjęcia, scenariusz, realizacja; 2004)